# UTC+08:28
Az UTC+08:28 egy időeltolódás volt, amely 8 órával és 28 perccel volt előrébb a greenwichi középidőtől (GMT). Jelenleg már egy terület sem használja.

## Korábban használó területek
- Egykori  Csoszon, majd  Koreai Császárság (1434. augusztus 5. és 1908. március 31. között)